# STUDIO C2 SQUARE
STUDIO C2 SQUARE（スタジオ シーツー スクエア）はTBSラジオ・JRN系列で毎週土曜夜（一部系列局は日曜）に30分間放送していたラジオ番組。1991年4月から1994年3月まで放送した。日本コカ・コーラの一社提供。

## 概要
- コカ・コーラ一社提供枠としての前番組『サウンズ・ウィズ・コーク TMN ロックンアップ』までは同じ内容を各局にネットして放送するパートと、各基幹局が異なる内容で各地域向けに制作した企画ネットの2本立てとしていたが、この番組は基本的には企画ネットとなった。TBSラジオでのパーソナリティは、恵俊彰、中條かな子、芝田吾朗。
- 基本的には大学生が関わる音楽番組というコンセプトである。
- 放送時間枠は基本的には30分（茨城放送、栃木放送、RKBラジオ、長崎放送は60分番組）。
- 放送日時は毎週土曜夜に放送していたが、北海道放送、秋田放送、福井放送は日曜に放送した（秋田放送も1993年4月からは土曜夜に放送）。
- 日本コカ・コーラ一社提供枠としての後番組は『清水圭のガッコーの人気者』。

## 番組放送局
- 日本コカ・コーラ（統括本部）の提供
  - TBSラジオ - 土曜日22:30 - 23:00
  - ABCラジオ - 土曜日22:30 - 23:00 立原啓裕、宮本真由美
- 北海道コカ・コーラの提供
  - 北海道放送 - 日曜日11:00 - 11:30 YASU、嶋田多希子（ - 1992年3月）→YASU、村上香織（1992年4月 - 1993年3月）→YASU、西村和子（1993年4月 - ）
- みちのくコカ・コーラの提供
  - 青森放送 - 土曜日23:00 - 23:30
  - 秋田放送 - 日曜日9:30 - 10:00（1991年4月 - 1993年3月）→土曜日22:30 - 23:00（1993年4月 - ）
  - 岩手放送 - 土曜日23:00 - 23:30 神山浩樹（ - 1993年9月）→神山浩樹、高橋興子（1993年10月 - ）
- 仙台コカ・コーラの提供
  - 山形放送 - 土曜日23:30 - 24:00
  - 東北放送 - 土曜日22:30 - 23:00
  - ラジオ福島 - 土曜日22:30 - 23:00 鏡田辰也
  - 3局ネットで2か月ごとにTBC→YBC→rfcの順で制作局が交代するシステムで放送、各局とも公開録音で行われた。

（TBCはTBCホール、YBCは山交ビルサテライトスタジオ、rfcは第一スタジオ）
- 利根コカ・コーラの提供
  - 茨城放送 - 土曜日22:30 - 23:30 阿部重典
  - 栃木放送 - 土曜日22:00 - 23:00 波多野美子、今村勝己（ - 1993年3月）→波多野美子、柳川知生（1993年4月 - ）
- 三国コカ・コーラの提供
  - 新潟放送 - 土曜日23:00 - 23:30 白田彰子（ - 1992年3月）→斉藤文栄（1992年4月 - ）
- 長野コカ・コーラの提供
  - 信越放送 - 土曜日23:00 - 23:30 大塚伊保（ - 1993年3月）→小森康夫（1993年4月 - ）
- 富士コカ・コーラの提供
  - 山梨放送 - 土曜日22:00 - 22:30
  - 静岡放送 - 土曜日23:10 - 23:40 大石岳志、赤堀薫里（ - 1992年9月）→大石岳志、金森美幸（1992年10月 - ）
- 北陸コカ・コーラの提供
  - 北日本放送 - 土曜日22:30 - 23:00
  - 北陸放送 - 土曜日22:00 - 22:30
  - 福井放送 - 日曜日22:00 - 22:30 伊藤裕樹、富坂初美（ - 1992年3月）→桑原貞己（1992年4月 - 1993年3月）→白石憲浩（1993年4月 - ）
- 中京コカ・コーラの提供
  - CBCラジオ - 土曜日22:30 - 23:00
- 三笠コカ・コーラの提供
  - 和歌山放送 - 土曜日22:30 - 23:00
- 山陽コカ・コーラの提供
  - 山陽放送 - 土曜日22:30 - 23:00
  - 山陰放送 - 土曜日22:00 - 22:30 板井文昭
  - 中国放送 - 土曜日22:30 - 23:00 室井清司
  - 山口放送 - 土曜日23:30 - 24:00
- 四国コカ・コーラの提供
  - 四国放送 - 土曜日23:30 - 24:00
  - 西日本放送 - 土曜日22:00 - 22:30 仁多田まゆみ
  - 南海放送 - 土曜日23:30 - 24:00 松本直幸
  - 高知放送 - 土曜日23:30 - 24:00
- 北九州コカ・コーラの提供
  - RKBラジオ - 土曜日23:00 - 24:00 服部義夫、大村由紀子
  - 長崎放送 - 土曜日23:30 - 24:30 松崎宏子、熊切秀昭（1992年3月）→熊切秀昭（1992年4月 - 1993年3月）→熊切秀昭、田中花木（1993年4月 - ）
- 南九州コカ・コーラの提供
  - 熊本放送 - 土曜日23:00 - 23:30
  - 大分放送 - 土曜日22:30 - 23:00
  - 宮崎放送 - 土曜日23:00 - 23:30
  - 南日本放送 - 土曜日23:00 - 23:30
- 沖縄コカ・コーラの提供
  - 琉球放送 - 土曜日22:30 - 23:00

| TBSラジオ 土曜日22:30 - 23:00枠（1991年4月 - 1994年3月）                                    | TBSラジオ 土曜日22:30 - 23:00枠（1991年4月 - 1994年3月） | TBSラジオ 土曜日22:30 - 23:00枠（1991年4月 - 1994年3月） |
| 前番組                                                                                      | 番組名                                                   | 次番組                                                   |
| ------------------------------------------------------------------------------------------- | -------------------------------------------------------- | -------------------------------------------------------- |
| サウンズ・ウィズ・コーク TMNのロックンアップ                                                | STUDIO C2 SQUARE                                         | インディーズセレクション                                 |
| TBSラジオ他Japan Radio Network基幹局 コカコーラボトラーズ1社協賛枠（1991年4月 - 1994年3月） |                                                          |                                                          |
| サウンズ・ウィズ・コーク TMNのロックンアップ/企画ネット番組の2本立て                        | STUDIO C2 SQUARE（企画ネット番組）                       | 清水圭のガッコーの人気者                                 |